# Демократические перемены (Панама)
«Демократические перемены» (исп. Cambio Democrático, CD) — правоцентристская либерально-консервативная партия в Панаме, основанная в 1998 году. Вторая по величине в стране — 298 576 членов (ноябрь 2021). Её создание было связано с идеей обновления политической системы в Панаме и борьбой с коррупцией традиционного политического класса. На всеобщих выборах 2009 года она возглавила коалицию оппозиционных партий под названием «Альянс за перемены», в итоге одержав убедительную победу.
Согласно своему уставу, «Демократические перемены» плюралистическая, националистическая и демократическая партия, выступающая за гражданские свободы, социальную справедливость и верховенство права. В политическом плане это правоцентристская либерально-консервативная партия национального единства, проповедующая рост благосостояния через свободу предпринимательство, позиционирующая себя в качестве альтернативы традиционным силам в лице с Революционно-демократической партии (PRD) и Партии панамистов. Одним из союзников был Патриотический союз, который в конце концов в марте 2011 года был поглощён «Демократическими переменами».

## История

### Референдум 1998 года и выборы 1999 года
Партия была основана панамским мультимилионером Рикардом Мартинелли в мае 1998 года как союзник тогдашнего президента Эрнесто Переса Балладареса (во время правления которого Мартинелли был директором Фонда социального обеспечения) и первоначально выступала в роли сателлита правящей Революционно-демократической партии (PRD)), наряду с другими небольшими центристскими партиями, такими как «Солидарность» и Национал-либеральная партия.
В 1998 году Перес Бальядарас организовал референдум по принятию поправки в конституцию, позволявшей ему баллотироваться на второй срок подряд (конституция Панамы разрешает экс-президенту вновь выдвигаться на высший пост не ранее, чем через 10 лет после того, как он покинет пост). «Демократические перемены» поддержали президента в его попытке изменить конституцию. Предложение было отвергнуто двумя третями голосов избирателей.
Столкнувшись с народным неприятием Бальядараса, «Демократические перемены» отказались от союза с PRD, начав постепенно сближение с консервативными силами, такими как Панамистская партия, Либеральное республиканское национальное движение (MOLIRENA) и Движение национального возрождения (MORENA).
На выборах 1999 года «Демократические перемены» поддержали Мирейю Москосо, вдову экс-президента Арнульфо Ариаса, которая и одержала победу. Также партия приняла участие в парламентских выборах, набрав 36 009 голосов (2,83 %) и пройдя в парламент с двумя депутатами. После выборов арнульфисты и «Демократические перемены» вместе с Народной партией и партией «Солидарность» объединились, чтобы сформировать Пакт Ла-Пинтада. Мартинелли в правительстве Мирейи Москосо занял пост министра по делам канала. 20 января 2003 года он ушёл в отставку, заявив, что будет баллотироваться в президенты на выборах 2004 года от своей партии и объявив себя представителем «третьей силы».

### Всеобщие выборы 2004 года
На выборах 2004 года из-за непопулярности правительства в союзе с арнульфистами Москосо осталась только Национал-либеральная партия. И «Демократические перемены», и «Солидарность» не только дистанцировались от правительства, но и конкурировали с друг другом. «Солидаридад» выдвинула бывшего президента Гильермо Эндару, диссидента и резкого критика панамизма, сумев получить большую часть голосов традиционных правого электората, опередив консерватора Хосе Мигеля Алемана, кандидата от Партии арнульфистов.
Сам Мартинелли без союза с каким-либо силами сумел получить 79 491 голосов (5,31 %), а его партия провела в парламент трёх депутатов, в тмо числе благодаря договоренностям с партией «Солидарность» о выдвижении единых кандидатов в некоторых округах.

### Всеобщие выборы 2009 года

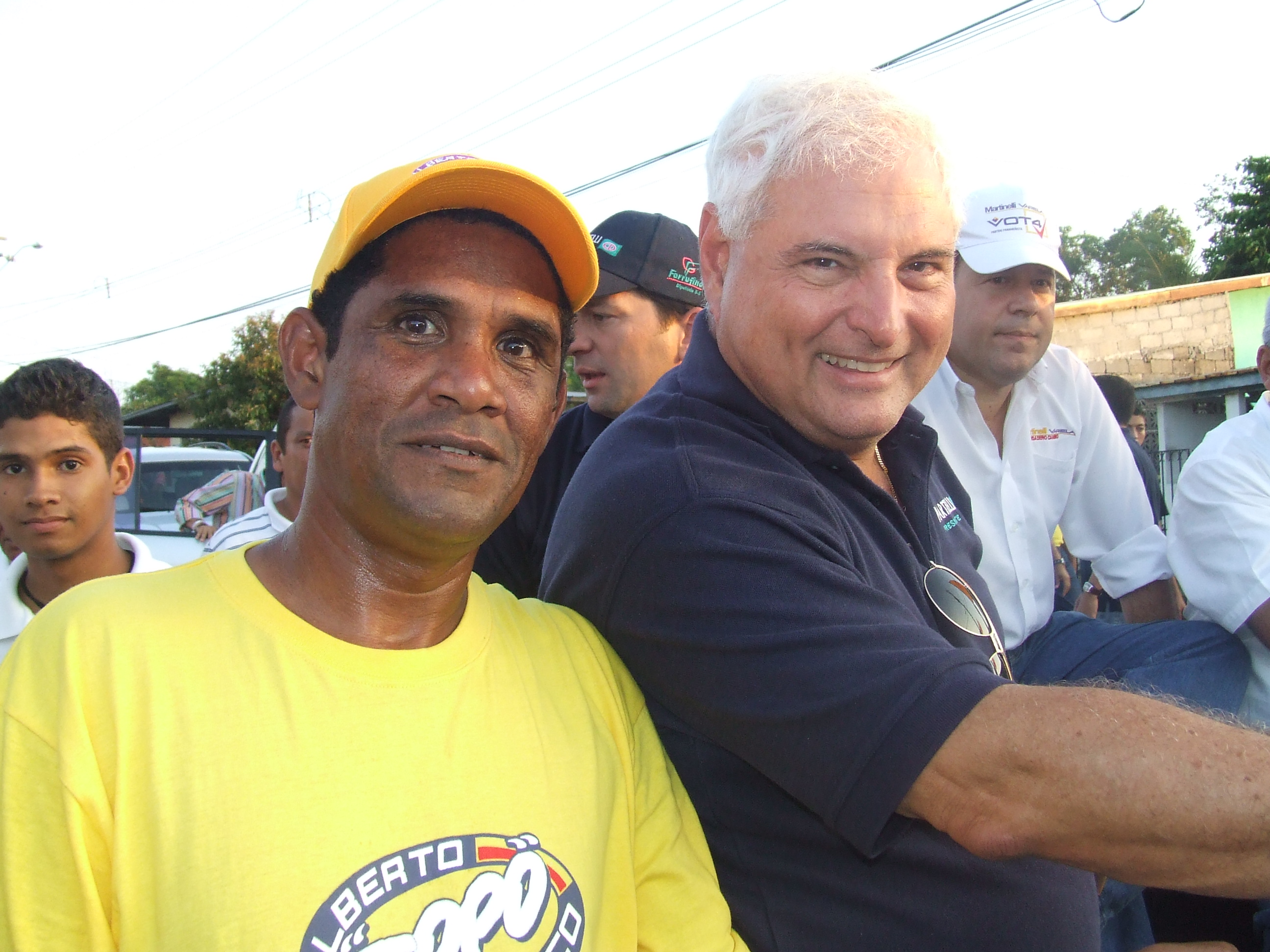
Рикардо Мартинелли со сторонниками во время избирательной кампании 2009 года.

После поражения 2004 года оппозиция распалась, оставив Панамистскую партию в процессе реорганизации, в результате которой Москосо уступила место новому поколению политиков во главе с Хуаном Карлосом Варелой, «Солидарность» слилась с Национал-либеральной партией, образовав Патриотический союз, а экс-президент Эндара создал партию «Моральный авангард Отечества». Мартинелли начал кампанию, в ходе которой резко критиковал как правящую Революционно-демократическую партию, так и панамистов, которые в то время были главной оппозиционной силой в стране. Мартинелли утверждал, что и революционные демократы, и панамисты по сути одинаковы, называя их «традиционными политиками» и обвиняя в том, что они «вошли бедными и вышли из правительства миллионерами», фраза, которая повлияла на многих избирателей и вызвала симпатию к Мартинелли.
В условиях раскола оппозиции Мартинелли удалось возглавить опросы, и получить большую часть голосов независимых, которые в 2004 году поддержали Гильермо Эндару, но были разочарованы его политическими ошибками (разрыв с «Солидарностью» и отказ от расширения Канала).
В июле 2008 года Патриотический союз объединился с «Демократическими переменами» с целью объединения сил цивилистов, пригласив панамистов присоединиться к ним.
Переговоры с Панамистской партией не увенчались успехом, так как она, будучи крупнейшей цивилистской партией, не захотела отказываться от привычной роли ведущей силы оппозиции, а её лидер предложил межпартийные праймериз. В ответ Рикардо Мартинелли обвинил Варелу в том что тот по-прежнему верен консервативному крылу во главе с Мирейей Москосо.
После того как стало ясно, что переговоры сорваны, панамисты в преддверии выборов в мае 2009 года решили заключить союз с консерваторами из МОЛИРЕНА. Тем временем, рейтинг Варелы, несмотря на первоначальные успехи в опросах, в декабре упал ниже 15 %, и МОЛИРЕНА вышла из альянса с панамистами, чтобы вступить в союз с «Демократическими переменами».
В январе, после неудачной попытки заключить союз с «Моральным авангардом Отечества», Варела согласился присоединиться к альянсу, несмотря на то, что у него не было президентских бюллетеней (впервые за всё время существования Панамистской партии), формируя с Мартинелли «Альянс за перемены».
3 мая 2009 года Рикардо Мартинелли официально провозглашен избранным президентом Республики, получив около 60 % голосов на выборах. «Демократические перемены» возглавили правительств, потеснив революционных демократов и панамистов, которые чередовались у власти со времён падения военного режима в 1989 году.

### 2011: слияния
27 марта 2011 года партия Патриотический союз официально объединилась с партией «Демократические перемены». Таким образом, они стали второй партией в стране по количеству сторонников.
Летом того же года было предпринято несколько попыток объединить «Демократические перемены» и партию МОЛИРЕНА, но все они окончились неудачей.

### Выборы 2014
В мае 2013 года Хосе Доминго Ариас стал кандидатом партии на всеобщих выборах 2014 года, выиграв первичные выборы. Явка членов партии составила 40,4 %.
На президентских выборах 4 мая 2014 года Ариас, поддержанный партией МОЛИРЕНА, потерпел поражение от Хуана Карлоса Варелы, кандидата от союза панамистов и Народной партии, получив только 31 % голосов. Зато на выборах в Национальное собрание партия получило простое большинство (32 места, из них 2 заняли кандидаты партии МОЛИРЕНА), также «Демократическим переменам» удалось выиграть выборы мэра Сан-Мигелито (второй по численности населения округа в стране) и во многих других округах.
Однако после того как Избирательный трибунал рассмотрел как минимум дюжину протестов, поданных панамистами и революционными демократами из-за предполагаемой покупки голосов и нарушений, и призвал к частичным выборам в десяти округах, количество депутатов от «Демократических перемен» сократилось до 25 и она оказалась лишь второй парламентской силой после социал-демократов из PRD.
Партия столкнулась с ожесточённым сопротивлением со стороны правительства Варелы, которое начало серию расследований деятельности Мартинелли во время его президентского срока. 28 января 2015 года Мартинелли уехал из Панамы в Гватемалу, где располагалась штаб-квартира Центральноамериканского парламента), а затем укрылся в Майами (США). Арест Мартинелли в Майами 12 июня 2017 года вызвал кризис в руководстве партии, небольшая фракция во главе с депутатом Хосе Муньосом откололась от «Демократических перемен», сформировав свою собственную организацию — Партия альянса, к которой позднее присоединился Хосе Доминго Ариас.
Тогдашний глава партии Ромуло Ру воспользовался отсутствием Мартинелли, чтобы сместить его и стать новым президентом партии после 20 лет господства Мартинелли. Мартинелли оставался под стражей в США до 11 июня 2018 года, когда был экстрадирован в Панаму и продолжал содержаться под стражей, но уже в панамской тюрьме Эль-Ренасер.

### Выборы 2019 года
16 августа 2018 года Ромуло Ру победил на партийных праймериз и был объявлен кандидатом в президенты от «Демократических перемен» на всеобщих выборах 2019 года.
В конце декабря 2018 года Ру получил поддержку Партии альянса. Был сформирован альянс Перемены, «чтобы проснуться», а Ромуло Ру стал единым кандидатом в президенты. Однако на президентских выборах его победил Лаурентино Кортисо из PRD.
После выборов, в августе 2019 года, Мартинелли был оправдан и сразу же попытался вернуть партию под свой контроль путём проведения чрезвычайного съезда, но в январе 2020 года Ромуло Ру отклонил его ходатайство, заявив, что это недопустимо, незаконно и необоснованно. 11 февраля 2020 года Мартинелли, его жена и его сторонники фракции вышли из «Демократических перемен», чтобы положить начало новой правоцентристской партии под названием «Реализация целей».

## Результаты выборов

### Президентские выборы
| Год  | Кандидат           | Голоса  | %     | Результат |
| ---- | ------------------ | ------- | ----- | --------- |
| 1999 | Мирейя Москосо     | 36 009  | 2,83  | Избрана   |
| 2004 | Рикардо Мартинелли | 79 491  | 5,31  | Проиграл  |
| 2009 | Рикардо Мартинелли | 936 644 | 60,11 | Избран    |
| 2014 | Хосе Доминго Ариас | 581 828 | 34,5  | Проиграл  |
| 2019 | Ромуло Ру          | 609 003 | 30,99 | Проиграл  |

### Парламентские выборы
| Год  | Голосов | %     | Мест     | Результат | Прим.                                                             |
| ---- | ------- | ----- | -------- | --------- | ----------------------------------------------------------------- |
| 1999 | 66 841  | 5,4   | 2 из 71  | Правящая  | В составе Союза за Панаму                                         |
| 2004 | 107 511 | 7,40  | 3 из 78  | Оппозиция |                                                                   |
| 2009 | 612 112 | 19,71 | 14 из 71 | Правящая  | В составе Альянса за перемены                                     |
| 2014 | 581 828 | 35,20 | 25 из 71 | Оппозиция | В составе коалиции «Единство за перемены»                         |
| 2019 | 405 984 | 22,40 | 18 из 71 | Оппозиция | В составе «Перемены, чтобы проснуться» (вместе с Партией альянса) |